# Lomechusa pubicollis
Lomechusa pubicollis – gatunek chrząszcza z rodziny kusakowatych, podrodziny Aleocharinae.

## Biologia
Chrząszcze Lomechusa pubicollis są myrmekofilne, w okresie wegetacyjnym spotykane są w gniazdach mrówek rodzaju Formica (mrówki rudnicy, rzadziej pierwomrówki łagodnej, pierwomrówki krasnolicej i mrówki pniakowej), zimę spędzają w mrowiskach Myrmica (Myrmica laevinodis i wścieklicy zwyczajnej). Badania Hölldoblera dowiodły, że chrząszcze odnajdują gospodarzy na drodze anemotaksji i osmoklinotaksji.